# 한국전화번호부
한국전화번호부(韓國電話番號簿, Korea Telephone Directory ; KTDC)는 생활정보매체로서의 전화번호부 서비스를 통하여 통신산업의 발전에 기여하고 이용자의 편의 도모를 통한 공공복리 증진에 이바지하기 위하여 설립된 주식회사이다. 한국전기통신공사의 자회사였으나 1997년 민영화되었다. 서울특별시 마포구 월드컵북로 402, 1026호 (상암동, KG아이티센터)에 위치하고 있다..

## 연혁
- 1966년 9월 30일 주식회사 한국전화번호부공사 설립
- 1967년 1월 18일 전화번호부 광고판매 대행기관 지정
- 1970년 2월      부산지사 개설
- 1976년 1월      대구지사 개설
- 1984년 12월 1일 주식회사 한국전화번호부 설립 (한국전기통신공사 자회사)[4]
- 1986년 1월       인천지사, 전남지사, 제주지사 개설
- 1986년 12월      한국전화번호부 주식회사로 명칭 변경 (한국통신 90%, 채성회 10%)
- 1987년 11월      서울지사, 충남지사, 전북지사 개설
- 1989년 1월      경기지사, 강원지사 개설
- 1990년 8월 29일 전자전화번호부 정보제공자로 지정
- 1995년 12월 3일 상업인쇄업 승인 (통상산업부)
- 1997년 7월 9일 민영화 (민간 및 우리사주에 KT 지분56%, 체성회 지분 10% 매각)
- 2002년 6월      관공서 검색 온라인 서비스 개시
- 2003년 5월      전화정보검색 포털사이트 오픈
- 2004년 9월      통합메시징 서비스 오픈
- 2007년 7월       한국텔레서비스(KOTS) 설립 (자회사)

## 조직

### 부사장
- 관리팀
- 출판운영팀

#### 영업본부
- 영업팀

| - 서울센터 | - 대전센터 | - 광주센터 | - 대구센터 | - 부산센터 |

## 지점
| - 서울지점 - 수원지점 | - 청주지점 | - 대전지점 | - 군산지점 | - 광주지점 | - 대구지점 | - 부산지점 | - 제주지점 |

## 대리점
| - 강릉대리점 | - 충주대리점 | - 포항대리점 |

## 사건·사고 및 논란

### KT 사칭 및 유사상호 난립
1997년 전화번호부 시장 민영화 이후 각 지역의 사설 전화번호부업체의 난립과 KT 사칭영업이 이루어졌다. 일반 전화번호부 발행 업체들이 고객 모집 과정에서 ‘한국대표전화부’ ‘전화국 전화부’ 등의 상표를 내세우며 고객 모집을 하고 있는 것이다. 또한 KT 연계상품을 판매하며 KT가 운영을 하고 있는 듯 행세하는 업체들도 있다.
이와 관련하여 한국전화번호부 마케팅팀 윤보경은 “2005년 이후 꾸준히 사제 전화번호부 업체들에 의한 고객 피해 사례가 늘고 있다”며 “KT가 민영화되며 전화번호부를 만드는 업체가 늘어난 것에 관심을 두고 있지 않던 주부들을 대상으로 하는 피해가 많이 발생하고 있다”고 말했다. 이어 “사제 전화번호부 발행 업체들로 인해 전화번호부에 대한 부정적인 이미지가 형성, 회사 차원 피해도 심각하다”고 덧붙였다.
2013년에는 한국전화번호부가 사설 전화번호부업체 ‘케이티엔(케이티엔주식회사, 생활의지혜와향기주식회사, 케이티엔114주식회사)’을 상대로 상표권 침해 및 부정경쟁행위로 인한 손해배상 청구소송을 제기하여 승소하기도 했다. 법원은, ‘케이티(KT)’ 및 ‘KT전화번호부’라는 표지는 대한민국 내에 널리 인식된 표지이며 KTN은 ‘케이티(KT)’ 또는 ‘KT전화번호부’라고 자신들을 소개하면서 영업하여, 일반수요자 또는 거래자로 하여금 영업표지 자체가 동일하다고 오인하게 할 뿐만 아니라 잘못 믿게 할 우려가 충분하다고 보이며 혼동가능성도 인정되므로 부정경쟁행위임을 판결하여, 한국전화번호부의 손을 들어 주었다.

## 같이 보기
- 한국항만전화
- 한국통신기술
- 한국통신진흥
- 한국이동통신서비스
- 한국통신사업자연합회